# Psychotria elephantina
Espèce
Psychotria elephantina est une espèce de plantes de la famille des Rubiaceae, du genre Psychotria, endémique des monts Bakossi au sud-ouest du Cameroun. En 2013 elle est décrite par Lachenaud et Cheek comme une nouvelle espèce. Suivant les critères de l’IUCN, elle est évaluée comme une espèce en danger (EN).

## Sources
- (en) Martin Cheek, Olivier Lachenaud. 2013. « Psychotria elephantina sp. nov. (Rubiaceae) an endangered rainforest shrub from Cameroon », in Nordic Journal of Botany. Volume 31. p. 569-573, [lire en ligne]